# Hoogland van Shan
Het Hoogland van Shan (of Shan-plateau) bevindt zich in de staat Shan in het oosten van Myanmar en vormt onderdeel van het bergsysteem tussen India en Maleisië. Het hoogland meet ongeveer 500 bij 600 kilometer, heeft een gemiddelde hoogste van ongeveer 900 meter en is dunbevolkt. 
Geologisch gezien bestaat het uit een complex van Paleozoïsch en Mesozoïsch carbonaat. Het bevat veel secundaire dolomiet, waardoor een typisch glooiend landschap wordt gevormd waar karst voorkomt en veel dolines. De steile hellingen aan de randen van het hoogland zorgen voor hoge watervallen, waar vaak travertijn wordt gevormd, alsook voor diepe en nauwe valleien. Er bevinden zich een aantal grotten, maar deze zijn nog slechts sporadisch onderzocht, waarbij de diepste grot doorloopt tot ongeveer 70 meter onder de grot.
Het Hoogland van Shan wordt doorstroomd door de rivier de Salween, waar lood, zilver en zink wordt gewonnen. Het hoogland vormt de hoofdbron voor saffieren, robijnen en andere edelstenen waar het land bekend om staat.